# 올더숏

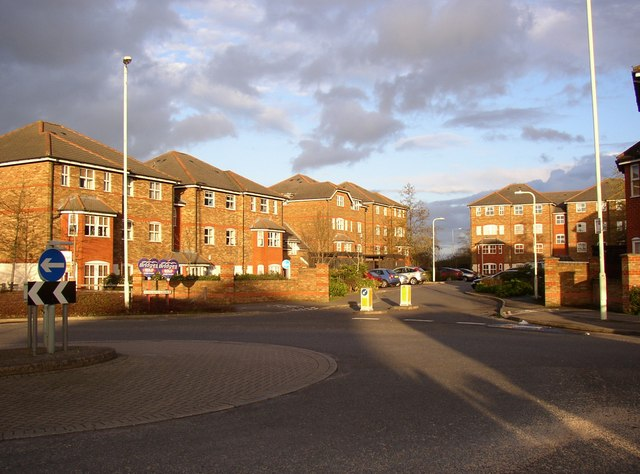
올더숏

올더숏(Aldershot)은 햄프셔주의 도시로, 인구는 33,840명이다.